# Ensemble Al-Kindî
Pour les articles homonymes, voir Al-Kindi (homonymie).
L’Ensemble Al-Kindî est une formation musicale fondée en 1983 par Julien Weiss (par la suite connu sous le nom de Julien Jâlal Eddine Weiss) et dépositaire des traditions des chants classiques arabes, sacrés ou profanes. Basé à Paris, l’Ensemble Al-Kindî est considéré comme l’un des plus importants du Proche et Moyen-Orient, avec la particularité d'être devenu une sorte de conservatoire de la musique syrienne et turque soufies.

## Historique de l'ensemble
Fondé en 1983 à Alep par Julien Weiss en hommage à Al-Kindi, un philosophe et théoricien de la musique arabo-musulmane, l'ensemble musical (takht désignant en musique arabe, une petite formation traditionnelle de chambre de musique savante comprenant oud, qanûn, violon, ney et riqq) est réputé pour la qualité de son interprétation et la rigueur de son travail sur les traditions musicales arabo-musulmanes. Il exécute le répertoire de la musique savante en revalorisant la pratique instrumentale, rétablissant un juste équilibre souvent rompu à la faveur exclusive du chant,. L'objectif de l'ensemble est d'aller à la source des musiques religieuses ou profanes, en les expurgeant de leurs ornementations afin de rechercher la pureté originelle de la musique et son lien direct à Allah.
Le groupe est souvent accompagné de derviches tourneurs lors de ses concerts tels que Sahin Nasir d'Istanbul, Maher et Hatem Al Jamal de Damas, et Yahyah Hamami et Yousef Shreymo d'Alep.
En 2011, Julien Weiss et l'Ensemble Al-Kindî créent un important projet œcuménique sous la forme d'un Stabat Mater Dolorosa, qui est un hommage tout à la fois chrétien et musulman à la figure de Marie, avec un chœur orthodoxe grec, des chanteurs de Damas et d'Istanbul et la chanteuse libanaise Rania Younes.
Malgré la mort de son fondateur et directeur en 2015 et la guerre en Syrie, l'ensemble continue de se produire sur scène.

## Musiciens ayant collaboré avec Al-Kindî

### Instrumentistes
- Julien Jalâl Eddine Weiss (mort en 2015), joueur de qanûn et directeur de l'ensemble, depuis 1983.
- Adel Shams El Din, maître égyptien du riqq (percussion), depuis 1984.
- Mohamed Saada (mort en 2005), flutiste tunisien de nay et musicologue, depuis 1986.
- Abd al Salam Safar (mort en 1999), maître du taqsim syrien et joueur de nay, depuis 1989.
- Zyad Qadi-Amin, flutiste de Damas, depuis 1992.
- Mohamed Qadri Dalal, maître syrien du ud d'Alep, depuis 1993.
- Mohamed Gomar maître irakien du djoza (vielle à archet) de Bagdad, depuis 1998.
- Ozer Ozel, maître du luth tanbur ottoman et enseignant à l'université Yeldiz d'Istanbul, depuis 1997.
- Alem Kasimov, maître du tar azéri de Bakou, depuis 2006.
- Mehmet Refik Kaya, maître turc du rabâb soufi et ottoman, depuis 2009.
- Osman Oksuzoglu, maître turc du kudüm ottoman, depuis 2009.

### Chanteurs
L'Ensemble Al-Kindî accueille depuis 1990 de nombreux chanteurs solistes : 
- Sheikh Hamza Shakkûr (mort en 2008) et sa chorale des mounshid-s de la grande mosquée des Omeyyades de Damas (Syrie).
- Sabri Moudallal, muezzin compositeur de chant religieux de la grande mosquée d'Alep (Syrie).
- Adîb Al-Dâyikh (mort en 2000), récitant de ghazal (poésie d'amour) d'Alep (Syrie).
- Sheikh Habboush, le chef de la zawiya qaderiya (confrérie soufie) d'Alep et sa chorale de mounshidin (Syrie).
- Omar Sarmini, maître de la qaçidah et du mouwashah alepin (Syrie).
- Huseyn Ismail Al Azami, maître du Maqam classique de Bagdad (Irak).
- Dogan Dikmen, chant classique ottoman, professeur à l'université Yeldiz et membre de l'orchestre de la T.R.T. d'Istanbul (Turquie).
- Bekir Buyukbas, hafiz et muezzin chef des muezzins de la mosquée du Sultan Fethi d'Istanbul (Turquie).
- Lotfi Bouchnak, chanteur de malouf de Tunis (Tunisie).
- Constantin Angelidis, chantre de la chorale byzantine Tropos d'Athènes (Grèce).

## Discographie
- 1988 : Musique classique arabe, trio instrumental avec Mohamed Saada
- 1993 : Chants classiques de Tunisie et du Moyen-Orient, avec Lotfi Bouchnak
- 1994 : Syrie : Musique des Derviches tourneurs de Damas avec Hamza Shakkûr
- 1995 : La Passion des Milles et Une Nuits avec Husayn Ismail Al-Azami
- 1995 : Chansons soufies de Damas avec Hamza Shakkûr
- 1998 : Le Salon de musique d'Alep avec Sabri Moudallal et Omar Sarmini
- 1999 : Les Derviches tourneurs de Damas avec Hamza Shakkûr
- 2001 : Les Croisades - hommage au prince Ousama Ibn al Mounqidh avec Omar Sarmini
- 2003 : L'Amour courtois avec Adîb Al-Dâyikh
- 2006 : Parfum ottoman Musique de cour arabo-turque avec Dogan Dikmen et Omar Sarmini